# Дарницький концентраційний табір
Да́рницький концта́бір або Да́рницький та́бір військовополоне́них (у німецьких джерелах — «Київ-Схід» (нім. Kiew-Ost) з вересня 1941; «Шталаг 339 Київ-Дарниця» (нім. Stalag 339 Kiew-Darniza) із січня 1942; «Шталаг 384») — концентраційний табір, один з найбільших на теренах України, створений німецькою окупаційною владою в Дарницькому лісі Києва в період Другої світової війни (1941—1943 роки). Був призначений для перебування в ньому військовополонених Червоної армії. За німецькими джерелами мав № 339. Через табір пройшло до 300 тис. людей, з них загинуло у ньому, за різними оцінками, від 68 до 75 тис.

## Опис табору
Табір створили нацисти у Києві під час окупації міста в 1941—1943 роках, на відстані 3 км від Нової-Дарниці (колишнє дачне селище киян), поблизу сучасної залізничної платформи «Фармацевтична» (на лівій стороні автошляху на Бориспіль, нині — вулиця Бориспільська), що є нині в межах Дарницького району міста Києва.
У ньому утримували десятки тисяч військовополонених та звичайного населення. Табірний режим встановлювався на основі інструктивних матеріалів та директив, розроблених керівництвом вермахту. Режим являв собою продуману систему скорочення (шляхом знищення) населення окупованих територій. Вони не вважали за потрібне виконувати принципи Гаазької (1899 і 1907 років) та Женевської (1929 року) конвенцій про права людини на цих територіях.
Табір займав площу близько 1,5×1,001 км. Територія була обнесена огорожею з колючого дроту у 4—5 рядів заввишки 3,5 та подекуди сягала 4 м. Поділена такою самою огорожею на окремі сектори та відділи. По кутах стояли вартові вежі з кулеметами. Охорону здійснювали спеціально відібрані та підготовлені вартові з собаками.
Дарницький табір мав спеціальне відділення на місці зруйнованого авторемонтного заводу (у чотирьох будівлях військового складу), що був також обнесений колючим дротом. У невеликому, переповненому в'язнями приміщенні був так званий лазарет, у якому утримували поранених та хворих військових, захоплених у полон. Усі, хто перебував у цій «лікарні», живими звідти не вийшли.
Табір спочатку був задуманий німцями як фільтраційний, де утримувалися місцеві мешканці та військовополонені в кількості 30—35 тисяч осіб, кількість яких згодом зростала. Полонених окупанти сортували за національною ознакою, а політруків та євреїв одразу розстрілювали. Через нього за часи німецької окупації пройшло до 300 тис. людей — в основному військовополонених солдатів і офіцерів Червоної армії, а також цивільних осіб. За даними радянської розвідки тут утримували впродовж 1942 року від 5,4 до 14,5 тис. військовополонених та цивільних. Годували цих в'язнів 1—2 рази на день баландою з буряків та видавали сурогат хлібу 150—200 грамів. Спочатку вони спали просто неба і по 10—15 днів нічого не їли. За найменшу провину чи вияв невдоволення в'язнів розстрілювали на місці. Людей, які виявляти непокору, били прикладами і батогами, натравлювали на них собак. Тих, хто зумів вижити, змушували тяжко працювати. У чотирьох складських приміщеннях силами полонених були обладнані нари в 3—4 яруси, хоча більшість полонених спала на підлозі. Німці не надавали можливості дотримуватися гігієни, приміщення табору були без опалювання взимку, що призвело до виникнення пошесті та шлункових хвороб з наслідками масової смертності.

## Історія

Військовополонені у Дарницькому концтаборі, осінь 1941 року

Дарницький концтабір існував з перших днів німецької окупації Києва — з 21 вересня 1941 року та проіснував 737 днів.
4 жовтня 1941 року з табору було звільнено 150 киян — полонених солдатів та звичайних громадян, серед яких В. Запорожець і Г. Петров, які згодом увійшли до групи комуністичного підпілля Р. Синєгубова.
За відомостями на грудень 1941 року, у таборі постійно проводилися масові розстріли в'язнів та полонених, знущання та катування. Утримуваних годували один раз у 2—3 дні просяним пійлом.
У березні 1943 року, відступаючи з Сум, нацисти перевели сюди велику групу військовополонених, з них 1,5 тис. людей було розстріляно по дорозі до Києва.
У середині квітня 1942 року у цьому відділенні кілька днів утримувався керівник підпільної диверсійно-розвідувальної групи І. Кудрі та член групи Г. Дудкіна, випадково затримані за 82 км від Києва.
У червні 1943 року табір перевели до Бердичева. Остаточне припинення існування табора — 28 вересня 1943 року.

## Жертви
Після визволення від нацистів та відновлення радянського режиму в Києві, радянська «Надзвичайна державна комісія зі встановлення та розслідування злочинів німецько-фашистських загарбників» у грудні 1943 року обстежила територію обох відділень Дарницького табору.
Встановили місця масових поховань в'язнів:
- За 320 м від основної території розташовувалося 5 ям (4 розміром 12×6 м, 1 — 6×6 м) з тілами закатованих та розстріляних полонених командирів і політпрацівників. Загалом — близько 12 тис. осіб. За висновками медекспертизи поховання здійснювали у 2-й половині 1941 року та 1-й половині 1942 року.
- Неподалік од відділення табору на території колишнього авторемонтного заводу розміщувався цвинтар з 5-ма довгими рядами могил (ям) (по 6—7 загиблих у кожній).
- Неподалік селищної школи німці влаштували табірне кладовище[2], і за цим цвинтарем виявлено багато ям (середній розмір 6×3 м), в яких було від 4 до 5 тис. закатованих у 1942 році. Під кожну могилу, у раніше влаштованому кладовищі дарницького селища, було вкопано німцями ще до 100 полонених зазначеного табору[2].
- В інших місцях знайдено рештки ще 17 тис. в'язнів.

Надзвичайна комісія встановила загальну кількість загиблих у Дарницькому таборі — 68 тис. людей.
Винуватцями злодіянь визнано комендантів гарнізону Дарниці громадян Прицковського і Кваста.

## Вшанування
На вшанування пам'яті жертв Дарницького концтабору споруджено пам'ятник. Серед тих, хто брав участь у організації встановлення пам'ятника відомо про Сидора Артемовича Ковпака, який саме працював у міськраді, про вчительку історії однієї з шкіл Дарницького району Софію Алоїзівну Невірівську і групу школярів, які брали участь у роботі краєзнавчого гуртка під її керівництвом. У незалежній Україні до Дня Перемоги, Міжнародного дня визволення в'язнів нацистських концтаборів та інших пам'ятних дат час від часу проводять офіційні заходи із вшанування жертв.

### Пам'ятники
| Назва                                                              | Розташування                                                                      | Координати                                                                      | Короткі відомості | Зображення |
| ------------------------------------------------------------------ | --------------------------------------------------------------------------------- | ------------------------------------------------------------------------------- | --- | ---------- |
| Меморіал закатованим у Дарницькому концтаборі                      | у Дарницькому лісі                                                                | 50°25′44.4″ пн. ш. 30°41′40″ сх. д. / 50.429000° пн. ш. 30.69444° сх. д.        | Відкрито 3 грудня 1968 року на галявині Дарницького лісу. Автори — скульптор В.Зноба, архітектори О.Малиновський та Ю.Москальцев. |            |
| Жертвам Дарницького концтабору                                     | у сквері на розі Харківського шосе і вулиці Сімферопольської                      | 50°25′25″ пн. ш. 30°38′53.5″ сх. д. / 50.42361° пн. ш. 30.648194° сх. д.        | |            |
| Військовополоненим що загинули у концтаборі (пам'ятник «Мужність») | на Привокзальній площі                                                            | 50°25′48″ пн. ш. 30°38′47.9″ сх. д. / 50.43000° пн. ш. 30.646639° сх. д.        | Пам'ятник радянським громадянам та військовополоненим, розстріляним гітлерівцями, встановлено 9 травня 1970 року (в день 25-річчя Перемоги). Автори — скульптори Вінайкін, Віктор Гречаник та архітектор К. Сидоров. Пам'ятка монументального мистецтва місцевого значення |            |
| На місці Дарницького концтабору, пам'ятний знак                    | біля прохідної військової частини по вулиці Бориспільській, навпроти будинку № 32 | 50°25′30.92″ пн. ш. 30°41′16.55″ сх. д. / 50.4252556° пн. ш. 30.6879306° сх. д. | Пам'ятка історії. |            |